# ر. إتش هنت
ر. إتش هنت (بالإنجليزية: R. H. Hunt)‏ هو مهندس معماري أمريكي، ولد في 2 فبراير 1862 في مقاطعة إلبرت في الولايات المتحدة، وتوفي في 28 مايو 1937 في تشاتانوغا في الولايات المتحدة.